# Università tecnica dell'Azerbaigian
L'Università tecnica dell'Azerbaigian (in azero Azərbaycan Texniki Universiteti, ATU; in inglese: Azerbaijan Technical University, ATU) è una università azera, con sede a Baku. È stato fondato nel 1950 com il Politecnico dell'Azerbaigian (AzPI) dalla Repubblica Socialista Sovietica Azera. È l'erede del Politecnico di Baku che fu fondato nel 1887 durante l'era zarista, che era il più antico politecnico dell'Azerbaigian.
L'Università il suo predecessore sono cresciuti con l'industrializzazione dell'Azerbaigian, arrivando al picco del suo sviluppo negli anni dal 1935 al 1965.
Nel 1993, due anni dopo l'indipendenza dell'Azerbaigian, l'Istituto politecnico dell'Azerbaigian fu rifondato e contestualmente rinominato, ricevendo il nome attuale.
L'Università tecnica dell'Azerbaigian ha 12 facoltà, circa 1.100 membri di facoltà e circa 6.000 studenti. L'Università ha una filiale nel Gäncä.

## Facoltà
- Ingegneria ambientale
- Ingegneria meccanica e costruzione di macchine
- Elettrotecnica
- Cibernetica
- Energetica
- Informatica
- Matematica
- Metallurgia
- Ingegneria elettrica e ingegneria energetica
- Trasporto
- Ingegneria radio e radiocomunicazione
- Automazione e tecnologia informatica